# Wolfram-Kunststoff
Wolfram-Kunststoff (auch Wolfram-Compound, Wolfram-Schwerkunststoff oder tungsten-filled polymer) ist ein hochgefüllter Verbundwerkstoff, bei dem feinverteiltes Wolframpulver oder Wolframcarbid in eine thermoplastische oder duroplastische Polymermatrix eingebettet wird. Das Schwermetall Wolfram (chemisches Symbol W, Ordnungszahl 74) verleiht dem Material eine besonders hohe Dichte (typischerweise 8–12 g/cm³, hocheffiziente Varianten: bis zu 15 g/cm³) und macht es insbesondere für die Abschirmung ionisierender Strahlung geeignet.

## Eigenschaften
Wolfram-Kunststoffe kombinieren die Vorteile polymerer Werkstoffe wie Flexibilität, thermoplastische Verarbeitbarkeit und geringe Korrosionsanfälligkeit mit der Strahlenabsorption hochdichter Metalle. Die physikalischen Eigenschaften hängen wesentlich vom Wolframanteil (typisch 50–99 Gew.-%) sowie von Partikelgröße, Partikelgrößenverteilung und der Bindung zur Matrix ab. Die Abschirmwirkung kann mit der von Blei vergleichbar oder überlegen sein.
Die typischen physikalisch-mechanischen Eigenschaften sind in folgender Übersicht dargestellt:
| Eigenschaft                        | Typischer Wertebereich | Prüfnorm  |
| ---------------------------------- | ---------------------- | --------- |
| Dichte                             | 8–12 g/cm³             | ISO 1183  |
| Zugfestigkeit                      | 45–120 MPa             | ISO 527   |
| Schlagzähigkeit                    | 5–40 kJ/m²             | ISO 179   |
| Strahlungsabsorption (bei 100 keV) | 85–98 %                | IEC 61331 |

## Anwendungen
Wolfram-Kunststoffe finden Anwendung in unterschiedlichen technischen und medizinischen Bereichen:

### Medizintechnik
In der Radiologie und Strahlentherapie werden Wolfram-Kunststoffe als bleifreie Alternative für Schutzkleidung, mobile Abschirmeinrichtungen oder Kollimatoren eingesetzt. Studien zeigen, dass sich die Streustrahlung durch den Einsatz wolframgefüllter Compounds signifikant reduzieren lässt. Zudem werden individualisierbare Bolusmaterialien für die Präzisionsstrahlentherapie entwickelt. Diese dienen dazu, die Dosisverteilung hochenergetischer Photonenstrahlung gezielt zu beeinflussen, insbesondere bei oberflächennahen Tumoren oder unregelmäßigen Körperkonturen. Der sogenannte Bolus simuliert dabei eine zusätzliche Gewebeschicht, um das Dosismaximum an die Hautoberfläche zu verlagern oder tieferliegende Zielvolumina homogen zu erfassen. Moderne Boluskomponenten auf Wolframbasis ermöglichen durch ihre hohe Dichte eine stärkere Modulation der Dosis sowie eine gleichzeitige Abschirmung empfindlicher Gewebe. Sie können patientenspezifisch angefertigt werden – etwa mittels 3D-Druck – und kommen in der intensitätsmodulierten Strahlentherapie (IMRT), der bildgesteuerten Radiotherapie (IGRT) oder der brusterhaltenden Tumorbehandlung zum Einsatz.

### Luft- und Raumfahrt
Wolfram-Kunststoffe dienen als Ausgleichsgewichte, Vibrationsdämpfer in Triebwerken sowie als passive Strahlenschutzschichten für Elektronikbauteile in Satelliten. Die Kombination aus hoher Dichte und flexibler Formgebung macht sie besonders geeignet für den Einbau in komplexe Strukturen.

### Militär und Sicherheitstechnik
In der ballistischen Forschung werden wolframgefüllte Polymere als bleifreie Projektilkomponenten und Abschirmmaterialien eingesetzt. Sie finden Anwendung in mobilen Röntgeneinheiten, Transportcontainern für radioaktive Stoffe und Abschirmhauben für Messsysteme in sicherheitskritischen Bereichen.

### Industrie, Automatisierung und Sensorik
In der industriellen zerstörungsfreien Prüfung sowie in der radiometrischen Mess- und Automatisierungstechnik werden Wolfram-Kunststoffe zur Gehäuseabschirmung, zur Vermeidung von Streustrahlung und zur Kalibrierung von Sensoren genutzt.

### Forschungseinrichtungen
In nuklearen und physikalischen Laboren kommen modulare Abschirmeinheiten aus Wolfram-Kunststoff zum Einsatz, beispielsweise bei Experimenten mit radioaktiven Isotopen oder in Positronenquellen.

## Herstellung
Die Herstellung erfolgt durch Compounding von Wolframpulver mit Polymeren wie Polyethylen, Polyamiden oder Polyetheretherketon. Die Verarbeitung erfolgt über Spritzgießen, Extrusion oder 3D-Druck. Zur Verbesserung der Partikelbindung werden Haftvermittler wie Silane eingesetzt.

## Strahlenschutzmechanismus
Die Strahlenabsorption in Wolfram-Kunststoffen erfolgt durch drei physikalische Prozesse:
- Photoelektrischer Effekt (dominant unter 500 keV),
- Compton-Streuung (zwischen 0,5 und 5 MeV),
- Paarbildung (ab 1,022 MeV).

Durch die hohe Ordnungszahl Z=74 von Wolfram wird insbesondere der Photoeffekt begünstigt. In Kombination mit ausreichender Materialdicke lassen sich vergleichbare Abschirmwirkungen wie bei massiven Bleikomponenten erzielen.

## Forschung und Entwicklung
Aktuelle Forschungsarbeiten untersuchen nanostrukturierte Wolframfüllstoffe, Hybridwerkstoffe mit Bismut oder Tantal, biokompatible Varianten sowie die additive Fertigung komplexer Komponenten. Erforscht werden zurzeit auch hybride Verbundwerkstoffe, bei denen Wolfram mit anderen Schwermetallen (z. B. Bismut oder Tantal) kombiniert wird, um spezifische Strahlungsbereiche abzudecken oder die mechanische Leistung zu verbessern.

## Marktentwicklung
Der Markt für bleifreie Strahlenschutzmaterialien wächst infolge regulatorischer Vorgaben (RoHS, FDA-Zulassungen) sowie gestiegener Nachfrage in Medizin und Luftfahrt. Laut einem aktuellen Marktbericht wird für den globalen Markt für strahlenabsorbierende Polymere auf Wolframbasis ein jährliches Wachstum von über 6 % (CAGR) zwischen 2023 und 2030 prognostiziert. Europa, Nordamerika und Ostasien gelten als die wachstumsstärksten Regionen.

## Umweltaspekte
Wolfram gilt als kritischer Rohstoff, dessen Abbau ökologisch und sozial problematisch sein kann. Die Substitution toxischer Bleiverbindungen durch Wolfram-Compounds wird jedoch als positiver Beitrag zum Umwelt- und Gesundheitsschutz bewertet. Recyclingfähigkeit besteht prinzipiell durch sortenreine Trennung, ist in der Praxis aber aufwendig.

## Normen und Regulierung
- IEC 61331-3: Schutzkleidung gegen Röntgenstrahlung
- DIN EN ISO 10993-5: Biologische Beurteilung von Medizinprodukten
- RoHS-Richtlinie 2011/65/EU: Verbot gefährlicher Stoffe (z. B. Blei)